# Василик Анатолій Васильович
Анато́лій Васи́льович Васи́лик (28 травня 1994 — 23 липня 2016) — солдат Збройних сил України, учасник російсько-української війни.

## Життєвий шлях
Народився 1994 року в селі Вишнівка. Закінчив Ганьківську ЗОШ 2011 року, проживав у селі Вишнівка Снятинського району. У часі війни з лютого 2016-го служив за контрактом, навідник гармати, 10-та окрема гірсько-штурмова бригада.
23 липня ДРГ терористів двічі намагалися захопити українські опорні пункти, вояки ЗСУ відбили атаки, Анатолій Василик загинув у бою під селом Богоявленка Мар'їнського району.
Похований 27 липня 2016-го у Вишнівці під супровід Державного Гімну та сальви автоматів. У часі смерті Анатолія його дружина перебувала в пологовому будинку на збереженні. Без Анатолія лишились батьки, брат.

## Вшанування
- у серпні 2016-го в Ганьківській ЗОШ відкрито меморіальну дошку випускникові Анатолію Василику
- на його честь названо вулицю в рідному селі[2]